# Королевский семейный орден королевы Елизаветы II
Королевский семейный орден королевы Елизаветы II (англ. Royal Family Order of Queen Elizabeth II) — орден, присуждавшийся королевой Елизаветой II в знак личного уважения женщинам — членам королевской семьи. Королева также присудила этот орден двум женщинам, не принадлежавшим к королевской семье (герцогине Графтон и герцогине Девонширской). Этот орден не являлся публичным, дамы надевают знак ордена на государственные банкеты и другие официальные мероприятия, требующие ношения наград и отличий.

## Внешний вид
Знак ордена — эмалевый портрет королевы Елизаветы II на овальном медальоне слоновой кости (с 2017 года — на стекле) в золотой рамке, окружённом бриллиантами. Медальон подвешен к королевской тюдоровской короне, покрытой красной эмалью и бриллиантами.
Знак ордена через кольцо крепится к орденской ленте жёлтого цвета, сложенной в виде плоского банта. Носится на левом плече.

## Список дам ордена

### Умершие дамы ордена

#### Дамы первого класса
- Мария Текская (1867—1953) — бабка королевы Елизаветы II, супруга короля Георга V;
- Елизавета Боуз-Лайон, королева-мать (1900—2002) — мать королевы Елизаветы II, супруга короля Георга VI;
- Маргарет, графиня Сноудон (1930—2002) — сестра королевы Елизаветы II;
- Диана, принцесса Уэльская (1961—1997) — невестка королевы Елизаветы II, первая супруга Чарльза, принца Уэльского[2][3].

#### Дамы второго класса
- Мария, королевская принцесса и графиня Хэрвуд (1897—1965) — тётка королевы Елизаветы II;
- Алиса, герцогиня Глостерская (1901—2004) — тётка королевы Елизаветы II, супруга принца Генри, герцога Глостерского;
- Алиса, графиня Атлонская (1883—1981) — троюродная тётка королевы Елизаветы II;
- Марина, герцогиня Кентская (1906—1968) — тётка королевы Елизаветы II, супруга принца Джорджа, герцога Кентского;
- Мэри Кавендиш, герцогиня Девонширская[англ.] (1895—1988) — правительница гардеробной королевы Елизаветы II[4];
- Анна Фортуна Фицрой, вдовствующая герцогиня Графтон (1920—2021) — правительница гардеробной королевы Елизаветы II[5][6][7].

### Здравствующие дамы

#### Дамы первого класса
- Анна, королевская принцесса (родилась в 1950) — единственная дочь королевы Елизаветы II;
- Камилла, королева Великобритании (родилась в 1947) — невестка королевы Елизаветы II, вторая супруга короля Карла III[8];
- Софи, герцогиня Эдинбургская (родилась в 1965) — невестка королевы Елизаветы II, супруга принца Эдварда, герцога Эдинбургского[9];
- Кэтрин, принцесса Уэльская (родилась в 1982) — супруга внука королевы Елизаветы II, Уильяма, принца Уэльского[1].

#### Дамы второго класса
- Биргитта, герцогиня Глостерская (родилась в 1946) — супруга двоюродного брата королевы Елизаветы II, принца Ричарда, герцога Глостерского;
- Екатерина, герцогиня Кентская (родилась в 1933) — супруга двоюродного брата Елизаветы II, принца Эдварда, герцога Кентского;
- Александра, принцесса Кентская, достопочтенная леди Огилви (родилась в 1936) — двоюродная сестра королевы Елизаветы II.